# Карша
Карша (рос. Карша) — село Акушинського району, Дагестану Росії. Входить до складу муніципального утворення Сільрада Акушинська.
Населення — 1234 (2010).

## Населення
За даними перепису населення 2002 року в селі мешкало 1133 особи. В тому числі 540 (47,66 %) чоловіків та 593 (52,34 %) жінки.
Переважна більшість мешканців — даргинці (100 % від усіх мешканців). У селі переважає північнодаргинська мова.